# Nikola Tomašić
Dr. Nikola pl. Tomašić od Korane (Zagreb, 13. siječnja 1864. – Trešćerovac kod Ozlja, 29. svibnja 1918.) hrvatski ban između 1910. i 1912., pravnik, ekonomist i prevoditelj. Tijekom 1903. služio je i kao hrvatski ministar. Kako je i tijekom banovanja radio kao sveučilišni profesor, ban Tomašić je u historiografiji poznat i po nadimku ban znanstvenik. Kao ban, svojom izbornom reformom povećao je broj građana s pravom glasa s 48.000 na od 220.000. No, pokušavao je vladati uglavnom kao politički čimbenik neovisan o Koaliciji, kao produžena ruka grofa Khuena Hedervaryja, tada ugarskog premijera.

## Mladost i obrazovanje
Potječe iz plemićke obitelji Tomašića. Od sedmero braće i sestara, djetinjstvo je preživjela tek sestra Ema, dok je brat Bela umro u 17. godini. Otac Josip Tomašić, odvjetnik i septemvir (sudac Stola sedmorice), i majka Emilija Šufflay umrli su rano (1876.) te je mladog Nikolu odgajao djed po majci, Aleksandar Šufflay Filipini. Poslao ga je u Klasičnu gimnaziju u plemićki konvikt u Zagrebu koji je završio 1881. godine. Kao dijete pokazao je osobiti talent za jezike te je čitao grčke i rimske klasike u izvorniku, a profesore je iznenadio ranim poznavanjem Homera. Gimnaziju je završio s odličnim na ispitu zrelosti 1881. te je upisao, po djedovoj želji, studij prava, premda se želio posvetiti slavistici. Usporedno s pravom slušao je i predavanja iz slavistike. Studij je završio 1886. s odličnim uspjehom te se zaposlio kao mladi perovođa u odvjetničkom uredu dr. Krestića u Zagrebu. Doktorirao je 24. lipnja 1887. temom "Počela pogodbe i Pacta in favorem tertii". 1888. dobiva stipendiju od hrvatske vlade kako bi se pripremio za docenturu iz austrijskog građanskog prava. Već 1. siječnja 1890. imenovan je tajnikom u hrvatskom ministarstvu u Budimpešti. Uskoro je imenovan i zastupnikom tog ministarstva pri ugarskom statističkom vijeću. 26. veljače 1891. položio je s odličnim uspjehom odvjetnički ispit. Iste godine imenovan je suplentom na katedri građanskog prava, a 1892. redovitim sveučilišnim profesorom političke ekonomije. 1897./8. bio je dekan Pravnog fakulteta. Bio je visoko cijenjen - bio je doktor znanosti, redovni profesor te je poznavao gotovo sve važnije jezike svoga doba: starogrčki, latinski, njemački, engleski, francuski, mađarski, talijanski, te je učio arapski i hebrejski. Bio je počasni član i podupiratelj HAZU.

## Politička karijera
Od 1893. do 1906. u Saboru je zastupnik Narodne nagodbene stranke za vrbovski (od 1897. ogulinski) kotar. 1895. postao je član zastupstva Grada Zagreba. Bio je i zastupnik u ugarsko-hrvatskom saboru i predsjednik kluba hrvatskih zastupnika. U zajedničkom saboru 1903. pozivao je na razum nakon protumađarskih izgreda, zahtijevajući prekid mađarizacije Hrvatske, a kad mu je neki zastupnik dobacio da je svadljivac, odvratio je povišenim glasom: "Ako se napada moj jezik, imam pravo prigovarati!" Od 27. lipnja do 3. studenog 1903. bio je ministar za Hrvatsku u ugarskoj vladi. Odstupio je kad je od njega zatraženo da se podvrgne novom izboru, jer je smatrao da se kao hrvatski izaslanik u tom slučaju ne treba ravnati prema ustanovama ugarskoga ustavnoga života.
Kad je utemeljena hrvatsko-slavonska zemaljska hipotekarna banka u Zagrebu, imenovan je njenim pravnim savjetnikom, a uskoro i potpredsjednikom. Njegovom djelatnošću osnovana je banka za parcelaciju i hrv.-slav. zem. središnja štedionica, u kojima je bio predsjednik, odnosno potpredsjednik. Kao predsjednik kluba hrvatskih zastupnika u ugarsko-hrvatskom saboru, 10. ožujka 1905. na audijenciji kod kralja iznio je hrvatska stajališta o tadašnjim problemima: carinskom razdvajanju ugarske i austrijske polovice Monarhije te uvođenju mađarskog kao zapovjednog jezika u pukovnije zajedničke vojske smještene u Ugarskoj. Smatrao je da bi uvođenje carine ekonomski pogodilo Ugarsku i Hrvatsku kao pretežno agrarne zemlje, a ako se mađarski uvede u ugarske pukovnije zajedničke vojske isto je tražio i za hrvatske pukovnije. Na saborskim izborima 1906. kandidirao se u drugom izbornom kotaru Grada Zagreba kao vladin kandidat (kandidat Narodne stranke) protiv opozicijskog grofa Miroslava Kulmera. Shvativši da postoji opasnost da čak i državni činovnici glasaju za Kulmera i želeći izbjeći potpuni poraz, povlači kandidaturu i odlazi u Budimpeštu. Najavio je čak i potpuno povlačenje iz politike. Posvetio se znanstvenom radu na opsežnoj studiji o temeljima hrvatskih državnih prava, izdavši monumentalno djelo, koje je dobilo pozitivne reakcije i u stranih suvremenika. Posebno je značajan njegov dokaz da Koloman 1102. nije silom osvojio Hrvatsku, već sporazumom. 1907. po želji bana dr. Rakodczaya pokušao je bezuspješno pronaći pronagodbene elemente kako bi povezao ugarsku vladu i Hrvatsku.

## Banovanje
Bansku čast obnašao je od veljače 1910. do siječnja 1912. Početkom njegovog banovanja, 1910., uređeni su i obnovljeni Banski dvori. Pregrađena je i nanovo uređena dvorana za primanje. Napravljen je tada i zrcalasti strop i montirani stari vrijedni lusteri, zamijenjena je stara željezna peć novom keramičkom peći, a tada su u ovu dvoranu postavljeni portreti hrvatskih banova.
Njegova najveća zasluga je proširenje izbornog prava (prava glasa) u Trojednici. 28. svibnja 1910. sam je izravno odnio zakonsku osnovu Franji Josipu u Beč na sankciju (potvrdu), a da se nije prije najavio kod ministra predsjednika Khuen-Hedervaryja dok nije dobio sankciju. Po tom izbornom zakonu porastao je broj izbornika s 48.000 na više od 200.000. Tomašić je s Hrvatsko-srpskom koalicijom sklopio sporazum po kojem će s vodećih mjesta maknuti Rauchove ljude, a postaviti svoje pristaše, članove Narodne stranke, dok će Koalicija kao većinska stranka u saboru, dati povjerenje toj, narodnjačkoj, vladi. HSK je 1910. konačno zatražila od Tomašića udaljavanje s dužnosti nekih činovnika iz doba bana Pavla Raucha, a pogotovo odjelnog predstojnika za pravosuđe, dr. Slavka Aranickog. HSK je tako htjela u svoju korist riješiti Veleizdajnički proces i pravne repove koji su se vukli nakon tog postupka. Tomašić je to energično odbio te je ugarsko-hrvatskom premijeru, Khuenu Héderváryju, predao svoju ostavku. On je ostavku prenio kralju uz preporuku da je ne prihvati, što se i dogodilo. HSK je tada i stalno popuštala pred banom. Dosljednost politike Koalicije tada je bila dovedena u pitanje: zbog političkog oportunizma ona je podržala stranku protiv čije se nepopularne politike borila i napokon je porazila na izborima 1906., čime se Koalicija bitno udaljila od ideja Riječke rezolucije. Pakt Koalicije i bana Tomašića potaknut će Frana Supila na istupanje iz Koalicije. Ban Tomašić težio je preuzimanju vodeće uloge u politici, gledajući na Koaliciju samo kao na sredstvo u ostvarenju te politike. To će dovesti do zaoštravanja odnosa i razlaza između njega i HSK. Koaliciju je "sramotio pred narodom". U toj borbi ban Tomašić je dva puta raspustio Sabor i raspisao izbore u listopadu 1910. i u prosincu 1911. Na izborima 1911. njegova (vladina) stranka nije uspjela osvojiti većinu. Čista stranka prava optuživala ga je za nasilje u Slavonskom Brodu tijekom izbora. Politika bana Tomašića imala je sve više protivnika. U atmosferi sveopćeg nezadovoljstva, ali i unutrašnjopolitičke krize koja je zahvatila cijelu Monarhiju, ban Nikola Tomašić podnio je ostavku početkom 1912.  U dnevniku što ga je počeo voditi postavši hrvatskim banom, Tomašić je zapisao na kraju mandata: 

### Kabinet
- podban i predstojnik odjela za unutarnje poslove: dr. Levin Chavrak
- predstojnik odjela za pravosuđe: Slavko Aranicki (do 16. studenog 1910.),[13] Mark Aurel Fodroczy
- predstojnik odjela za bogoštovlje i nastavu: Milan Amruš

## Kasniji život i smrt
Povukavši se iz javnog života, provodio je posljednje godine u svojoj vili u Zagrebu, u ondašnjoj Kukovićevoj 17, i na imanju Trešćerovac nedaleko od Ozlja. Između 1914. i 1918. bio je član Doma velikaša (gornjeg doma hrvatsko-ugarskog sabora u Budimpešti). Tijekom saborske rasprave o Zakonu o izvlaštenju morske obale, kojim je Hrvatsko-srpska koalicija htjela Budimpešti prepustiti sva prava upravljanja hrvatskom obalom, saborska oporba je izjavila i da Tomašić smatra da je Zakon protivan hrvatskim interesima, pozivajući se na njega kao na autoritet.
U veljači 1914. spominjao se u vezi "iseljeničkog skandala", u koji su bili upleteni tadašnji podban i odjelni predstojnik za unutarnje poslove Mark Aurel Fodroczy i odjelni savjetnik Gustav Frank. Naime, Tomašić je bio predsjednik Hrvatske banke za parcelaciju, kojoj je bila dodijeljena koncesija za zastupanje Canada Pacifica. Tadašnji ban Skerlecz protiv Franka je pokrenuo istragu, a Tomašić je preko novina odbacio sve optužbe.
Umro je na svom imanju u Trešćerovcu 29. svibnja 1918. Pokopan je u crkvi Sv. Vida u Ozlju.

## Zanimljivosti
Ostaje zapisana zanimljivost da je ban Nikola Tomašić 1911. na ulici u Budimpešti "popio" zaušnicu od zagrebačkog ljekarnika Mataušeka. Mataušek ga je tom prilikom nazvao i muktašem i čovjekom koji ne plaća dugove. U svoje vrijeme taj je događaj izazvao pravu senzaciju, pa je u Budimpešti Mataušeku suđeno zbog zaušnice. Tijekom procesa, otkriveno je da je ljekarnik krivotvorio mjenice, pa je osuđen na 4 godine robije.
Tijekom prosvjeda protiv bana Tomašića, čestih u Zagrebu u to vrijeme, pjevala se popularna pjesma:
Tomašiću, gdje si?

Odnijeli te bijesi!

Gdje bio da bio,

Neka se objesi!
Ban Tomašić je često za vrijeme saborskih rasprava zauzimao stav sveučilišnog profesora koji se s katedre obraća đacima. Tako je jednom strogo opomenuo zastupnike: "Sjedite i mirno slušajte! Budete se nešto naučili!"
1911. u Saboru je interpelaciju držao Fran Novak, tražeći od Vlade da pripomogne u pitanju protuzakonite prodaje krava u jednoj općini. Predsjedatelj, podban Fodroczy, se silno zbunio i odvratio: "Budite sigurni da ću ja sa svoje strane uložiti sve napore da te krave više ne budu jalove." Na salve smijeha u sabornici još se više zbunio, pa je izjavio i da će preuzvišeni ban Tomašić uložiti zajedno s njime podjednake napore, na što je u Saboru nastao urnebes. Nakon sjednice, uzrujani Tomašić je rekao: "Kaj se već može kad je taj človek tak strašni norc."
Glasilo Čiste stranke prava, Hrvat iz Gospića, napadao je Tomašića kao srbofila, tvrdeći da je "posrbica" i "otpadnik od katoličke vjere, član (srbske) pravoslavne crkve".

## Ostavština
Svoju bogatu knjižnicu poklonio je Nacionalnoj i sveučilišnoj knjižnici. U Zagrebu, u četvrti Donji grad, postoji Ulica Nikole Tomašića.

## Djela
- "Temelji državnoga prava hrvatskoga kraljevstva" (1910., objavljeno u Vjesniku kr. Hrvatsko-Slavonsko-Dalmatinskoga zemaljskog arkiva; kao knjiga: 1 1910., 2 1915., 3 1918.)
- "O upravljanju carstvom", Konstantin VII. Porfirogenet; prijevod. (do danas jedini hrvatski prijevod)